# Jászberényi Állat- és Növénykert
A Jászberényi Állat- és Növénykert 1979-ben nyílt meg. Területe 4,5 hektár. A város vezetése 1975-ben döntötte el, hogy kialakítanak egy vadasparkot a Lehel hűtőgépgyár közreműködésével.
A megnyitás utáni években közkedvelt célpont volt, azonban sokáig nem történt további fejlesztés, így a látogatók száma folyamatosan csökkent. Az állatkert fennállásának 20. évfordulóján Jászberény Város Önkormányzata felújította az állatkertet, így az korszerű kifutókat kapott a nagymacskák számára.
A zootierliste.de állatkerti adatbázis szerint 125 gerinces fajt tartanak. Összesen 138 különböző állatfaj található az állatkertben, melyek közül több az európai fajmegőrző programban (EEP) vesznek részt: kis panda, Liszt-majmocska, sörényes hangyász, császárbajszú tamarin, kea, gyűrűsfarkú maki, és például a foltos hiéna.
Az állatkert 2001 óta naponta többszöri látványetetéssel gazdagította programját, melynek keretében a gondozók több állatot, például medvét, vidrát vagy oroszlánt a látogatóidő alatt etetnek meg. Az etetés ideje alatt az állatokról a gondozók részletes tájékoztatást adnak. Ősztől tavaszig minden nap pingvinséták indulnak az állatkerten belül, ennek során a gondozók felügyeletével a pápaszemes pingvinek önállóan végigsétálnak az állatkert területén a látogatók közvetlen közelében. Tavasztól őszig azonban a pingvinekre veszélyes szúnyogok csípését elkerülendő a pingvinsétálás szünetel.
2021-ben lepkekert nyílt a korábbi oktatóépület helyén több egzotikus lepkefajjal és orchideával.
Az állatkert területén kisállatsimogató és játszótér is található.

## Képek

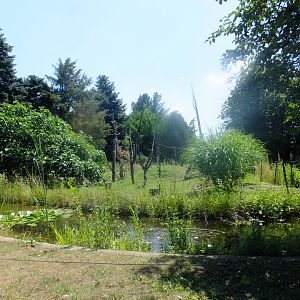
Kattakifutó
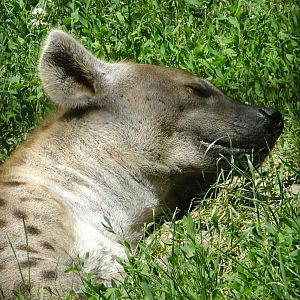
Foltos hiéna
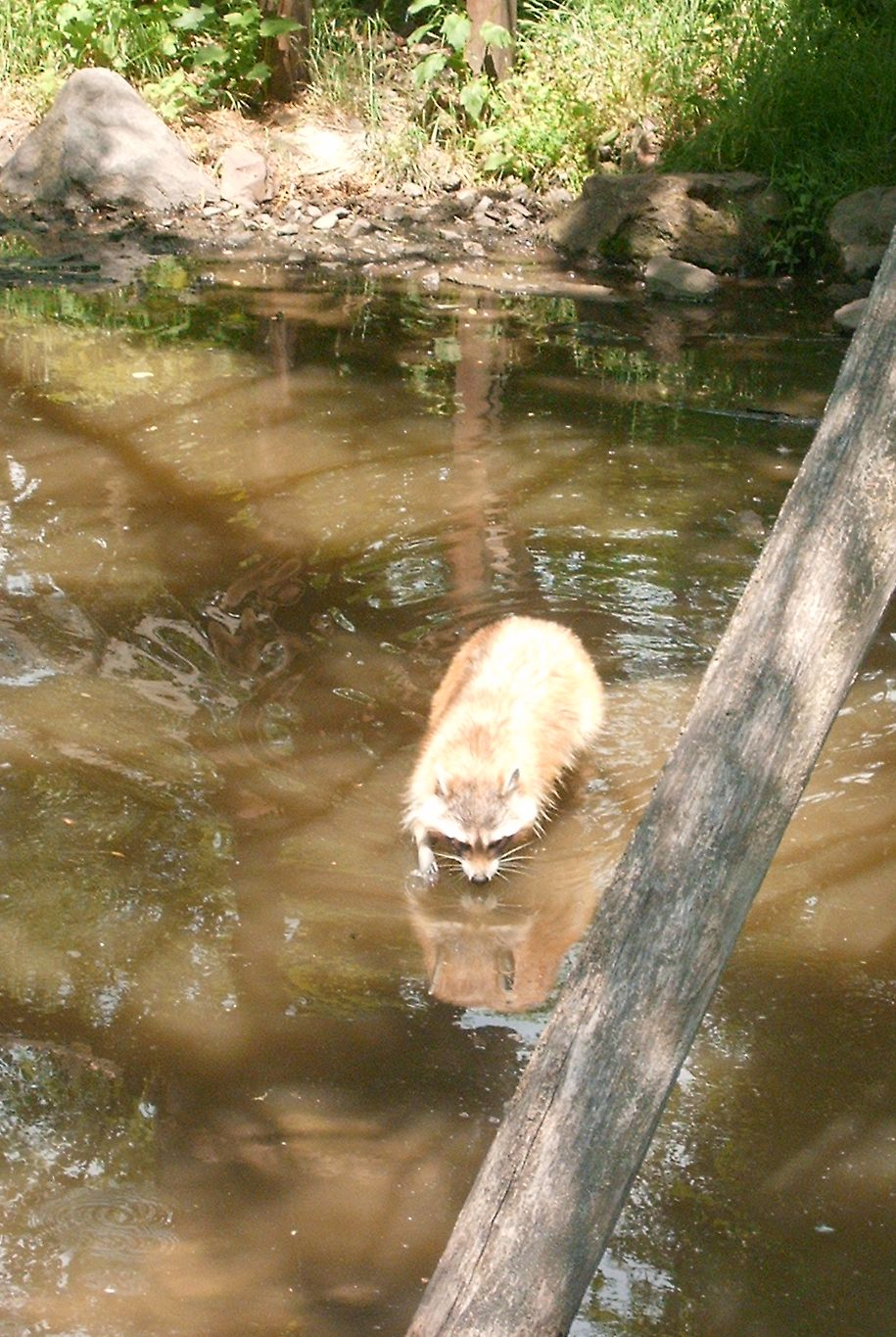
Mosómedve
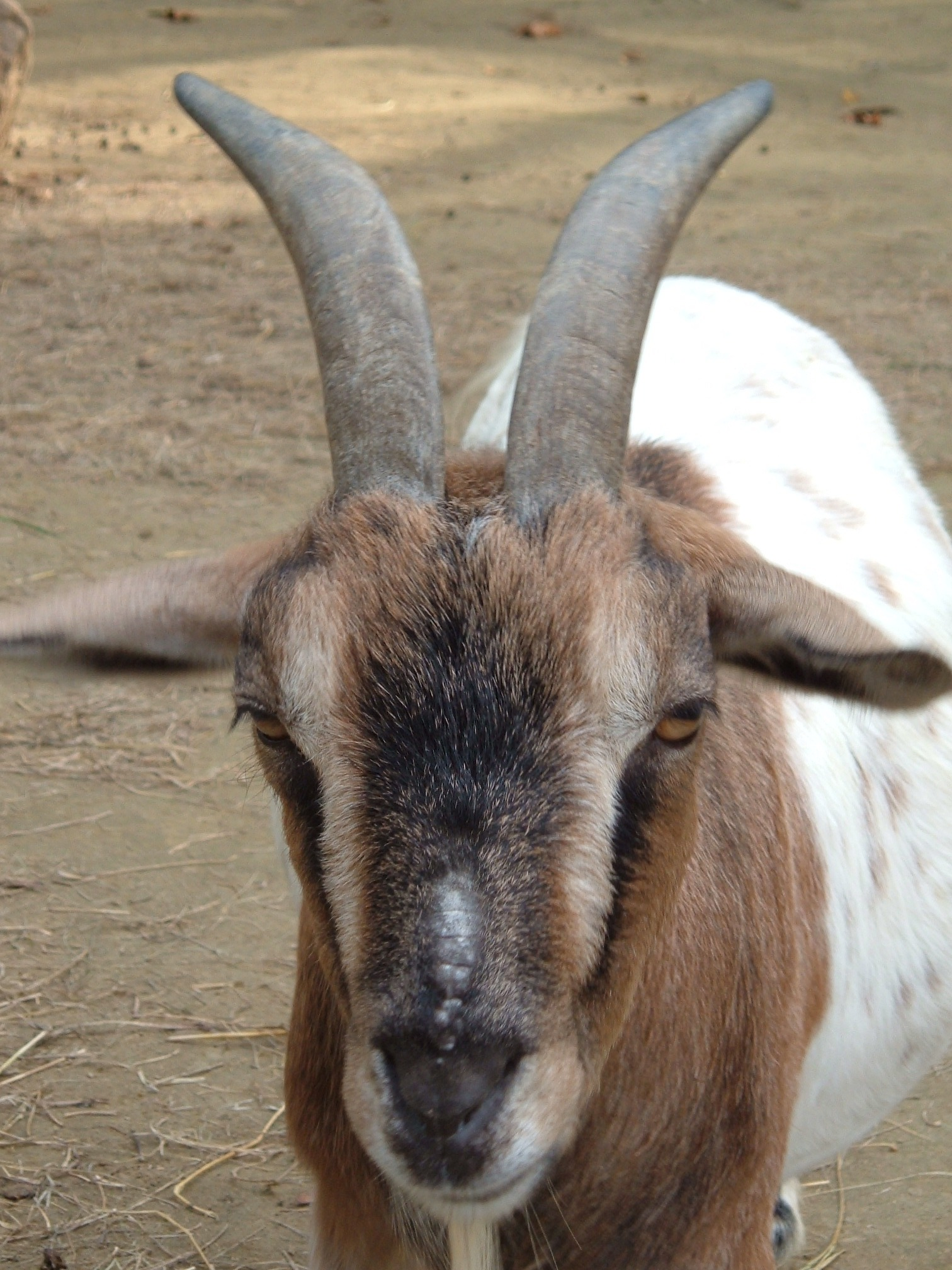
Házi kecske